# 直列山脈
直列山脉（Montes Recti）是月球近月面北部的一座山脉。拉丁文意为“笔直的山脉”。
这是一座位于雨海北面不规则隆起的小山脉，其外形极其笔直，呈东西走向，绵延近90公里，宽仅20公里，主峰高约1.8公里 。
小陨石坑"直列山脉 B"（Montes Recti B）就位于山脉东侧，西面是"侏罗山脉"、东边是"特内里费山脉"。
按照现代观点，直列山脉由雨海撞击事件所形成撞击盆地内侧壁的一部分，在雨海盆地被熔岩填塞后，它现在只是内侧壁突出于月表之上的部分。
在地质学上，与邻近的特内里费山脉、皮科山"（Mons Pico）及东南方更远一点的"斯匹次卑尔根山脉"（Montes Spitzbergen）均为一体，其山体岩石可能呈现为斜长岩和雨海熔岩的混合物，山脉北部山体则是由月壳下层的岩石构成，并可能富含钛和铁。

## 名称
英国天文学家威廉·拉德克利夫·伯特（1804年-1881年）因它的直线形状而取名为“Montes Recti”，该名字在拉丁语中的意思为“笔直的山脉”，1961年被国际天文学联合会正式采纳。

## 卫星陨石坑
按惯例，最靠近直列山脉的陨石坑将通过月图上在其中心点旁放置的字母而标注出来。
| 直列山脉 | 纬度    | 经度    | 直径     |
| -------- | ------- | ------- | -------- |
| B        | 48,5° S | 18.3° W | 7.3 公里 |

## 另请参阅
- 月球表面特征列表